# Evolution 2025
Evolution 2025 è stata la seconda edizione dell'omonimo premium live event prodotto dalla WWE. L'evento si è svolto il 13 luglio 2025 alla State Farm Arena di Atlanta in Georgia ed è stato trasmesso su Peacock negli Stati Uniti, su Netflix in tutti i paesi in cui è disponibile il servizio e sul WWE Network nei restanti paesi.
Annunciato il 24 maggio 2025, è stata la seconda edizione dell'evento, dopo la prima edizione del 2018, che ha visto partecipare lottatrici donne provenienti dai roster di Raw, SmackDown ed NXT.

## Storyline

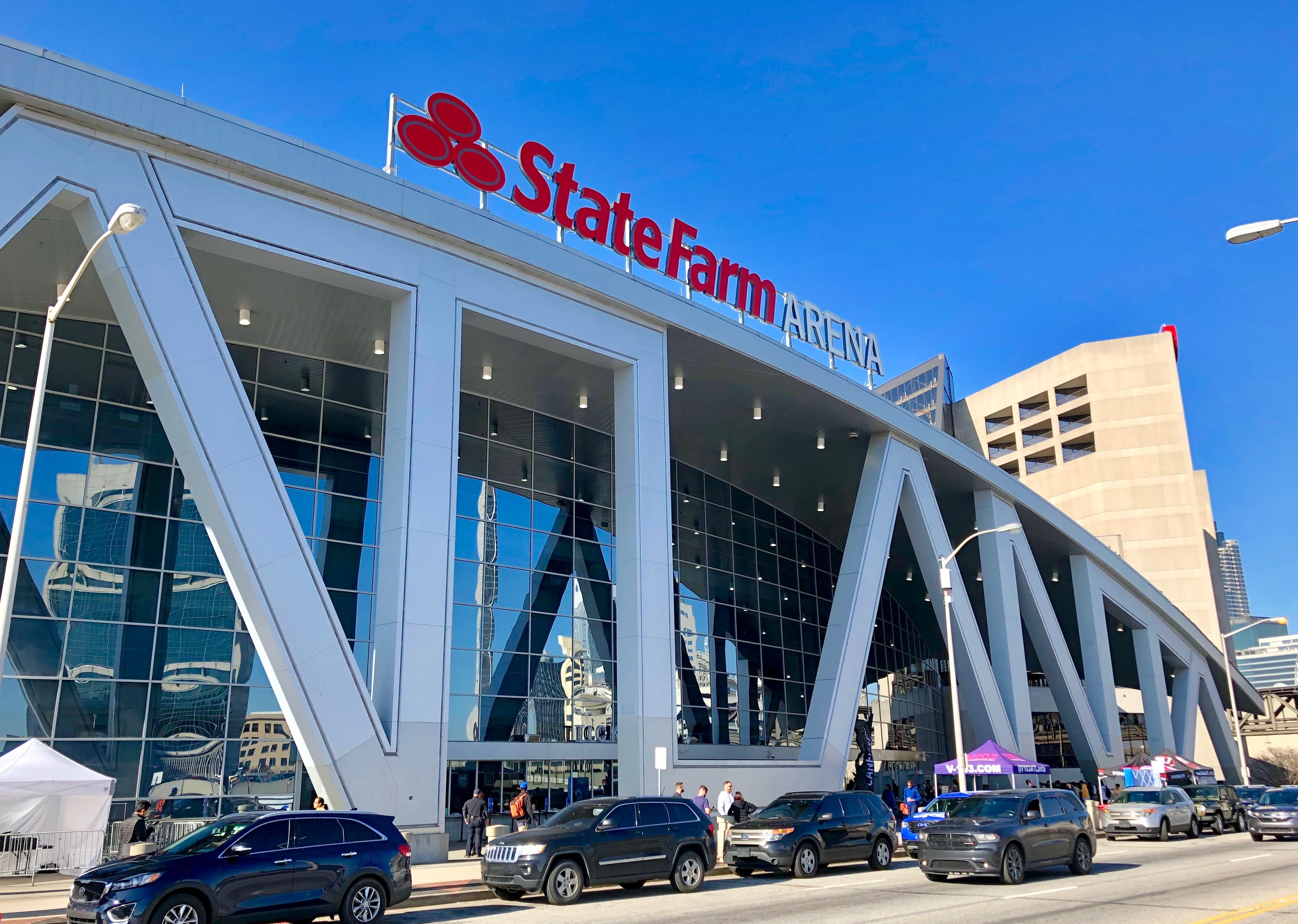
Immagine esterna della State Farm Arena, sede dell'evento

Nella puntata di Raw del 3 marzo scorso, Iyo Sky riuscì inaspettatamente a sconfiggere Rhea Ripley per conquistare il Women's World Championship, riuscendo a difendere la cintura sempre contro la stessa Ripley e Bianca Belair a WrestleMania 41. Nei mesi successivi l'ex campionessa tentò nuovamente di mettere gli occhi sulla cintura senza mai riuscire ad ottenere una rivincita titolata. A Night of Champions, Ripley riuscì a sconfiggere Raquel Rodriguez in uno street fight match. Nella puntata di Raw successiva all'evento, la Ripley si presentò sul ring venendo poi interrotta dalla campionessa che le disse di aver parlato con il general manager Adam Pearce con quest'ultimo che autorizzò Sky a decidere la sua prossima sfidante per il titolo ad Evolution, lanciando la sua sfida alla rivale che accettò sancendo l'ufficialità dell'incontro.
Nella puntata di SmackDown del 4 luglio, la WWE Women's Champion Tiffany Stratton ha annunciato la sua intenzione di voler difendere il suo titolo ad Evolution ma prima che dicesse la sua avversaria per la sfida titolata venne interrotta da Jade Cargill, vincitrice del Queen of the Ring, che le disse che se avesse fatto una scelta sbagliata e sarebbe stata battuta non ci sarebbe stata lei a sfidarla per il titolo a SummerSlam. Successivamente, la Stratton fece il suo annuncio rivelando che la sua avversaria sarebbe stata la WWE Hall of Famer Trish Stratus, già sua compagna in un incontro ad Elimination Chamber: Toronto, ufficializzando il loro incontro per Evolution.
Nella puntata di NXT del 10 giugno, Jacy Jayne difese per la prima volta con successo l'NXT Women's Championship dagli attacchi di Lainey Reid. Al termine dell'incontro la general manager Ava si presentò annunciando che la campionessa avrebbe difeso il titolo ad Evolution e la settimana successiva si sarebbe tenuti quattro incontri per determinare le quattro lottatrici che si sfidati in un fatal four-way match per diventare la prima sfidante di Jayne. Sette giorni più tardi si tennero i quattro match con Jaida Parker che sconfisse Thea Hail, Lash Legend riuscì ad avere la meglio su Kelani Jordan, anche Izzi Dame si qualificò battendo Zaria mentre Jordynne Grace riuscì a schienare Lola Vice. Nella puntata seguente, si tenne l'incontro tra le quattro lottatrici che vide Grace uscirne come vincitrici dopo aver schienato Parker ed ottenendo l'opportunità titolata per sfidare la campionessa ad Evolution.
Prima del suo incontro a WrestleMania 41, Bayley venne messa assalita misteriosamente lasciando vacante il suo posto a fianco a Lyra Valkyria, detentrice del WWE Women's Intercontinental Championship. Venne sostituita da Becky Lynch, da oltre un anno fuori dalle scene, riuscendo a vincere i WWE Women's Tag Team Championship contro Liv Morgan e Raquel Rodriguez. La sera dopo a Raw si tenne una rivincita tra le due coppie con Morgan e Rodriguez che riuscirono a riconquistare i titoli e dopo l'incontro la Lynch tentò di rincuorare la compagna salvo poi colpirla con tre Manhandle slam effettuando un turn heel. La settimana successiva, Lynch rivelò inoltre di aver attaccato ed infortunato Bayley per prendere il posto. Valkyria e Lynch si affrontarono a Backlash per il titolo con la campionessa che difese il titolo con successo. Le due si affrontarono nuovamente in una rivincita a Money in the Bank dove Lynch riuscì a strappare il titolo alla rivale venendo comunque attaccata dalla rivale al termine dell'incontro. Nella puntata di Raw del 9 giugno, Bayley fece il suo ritorno attaccando la campionessa. Nella puntata del 23 giugno, Lynch e Bayley si affrontarono in un incontro titolato che terminò in squalifica con la vittoria della campionessa dopo essere stata attaccata da Valkyria, arrivata per sostenere Bayley venendo però poi attaccata da Lynch. Il 6 luglio il general manager Adam Pearce ufficializzò un triple threat match per il WWE Women's Intercontinental Championship tra Lynch, Bayley e Valkyria.
Nella puntata di Raw del 16 giugno, la WWE Women's Tag Team Champion Liv Morgan subì un infortunio durante il suo incontro contro Kairi Sane, lussandosi la spalla. Due settimane più tardi, Finn Bálor e JD McDonagh, freschi della vittoria dei World Tag Team Championship, incrociarono nel backstage i general manager Adam Pearce e Nick Aldis suggerendoli di rimpiazzare Morgan con Roxanne Perez, ormai membro assodato del Judgment Day, al fianco di Raquel Rodriguez in maniera tale da poter difendere i titoli. Dopo averci riflettuto, i general manager accettarono alla condizione di difendere i loro titoli ad Evolution in un fatal four-way tag team match contro un team di Raw, uno di SmackDown ed uno di NXT. Nella successiva puntata di SmackDown, Alexa Bliss e Charlotte Flair riuscirono a sconfiggere Michin e B-Fab ed Alba Fyre e Piper Niven per qualificarsi all'incontro titolato per le cinture di coppia. Pochi giorni più tardi a Raw vennero aggiunte all'incontro la NXT Women's North American Champion Sol Ruca e Zaria, mentre Kairi Sane riuscì a sconfiggere Roxanne Perez con quest'ultima che attaccò l'avversaria al termine dell'incontro insieme a Rodriguez prima che Asuka intervenisse aiutando l'amica venendo successivamente aggiunte al match titolato.
Nella puntata di Raw del 30 giugno, il general manager di Raw Adam Pearce ed il general manager di SmackDown Nick Aldis annunciarono che anche per questa edizione di Evolution, così come successo nella prima edizione, si sarebbe svolta una battle royal con la vincitrice dell'incontro che avrebbe ottenuto la possibilità di sfidare in un incontro titolato a Clash in Paris la campionessa del rispettivo roster per il Women's World Championship o per il WWE Women's Championship.

## Risultati
| # | Match | Stipulazioni                                                                                  | Durata |
| - | --- | --------------------------------------------------------------------------------------------- | ------ |
| 1 | Becky Lynch (c) ha sconfitto Bayley e Lyra Valkyria                                                                       | Triple threat match per il WWE Women's Intercontinental Championship                          | 16:30  |
| 2 | Jacy Jayne (c) ha sconfitto Jordynne Grace                                                                                | Single match per l'NXT Women's Championship                                                   | 10:30  |
| 3 | Raquel Rodriguez e Roxanne Perez (c) hanno sconfitto Alexa Bliss e Charlotte Flair, le Kabuki Warriors e Sol Ruca e Zaria | Fatal four-way tag team match per il WWE Women's Tag Team Championship                        | 10:50  |
| 4 | Tiffany Stratton (c) ha sconfitto Trish Stratus                                                                           | Single match per il WWE Women's Championship                                                  | 8:30   |
| 5 | Jade Cargill ha sconfitto Naomi                                                                                           | No holds barred match con Bianca Belair come arbitro speciale                                 | 11:10  |
| 6 | Stephanie Vaquer ha vinto eliminando per ultima Lash Legend                                                               | Battle royal per ottenere una sfida titolata a Clash in Paris                                 | 15:30  |
| 7 | Naomi ha sconfitto Iyo Sky (c) e Rhea Ripley                                                                              | Triple threat match per il Women's World Championship Naomi ha incassato il Money in the Bank | 26:20  |

1. ↑  Le altre partecipanti, in ordine di eliminazione, erano: Tatum Paxley, Izzi Dame, Ivy Nile, Natalya, Maxxine Dupri, Candice LeRae, Jaida Parker, Kelani Jordan, Giulia, B-Fab, Michin, Zelina Vega, Alba Fyre, Lola Vice, Piper Niven, Chelsea Green, Nikki Bella e Nia Jax